# ستيفاني بلايث
ستيفاني بلايث (بالإنجليزية: Stephanie Blythe)‏ هي مغنية ومغنية أوبرا أمريكية، ولدت في 1970 في نيويورك في الولايات المتحدة.

## وصلات خارجية
- ستيفاني بلايث على موقع ميوزك برينز (الإنجليزية)
- ستيفاني بلايث على موقع أول ميوزيك (الإنجليزية)
- ستيفاني بلايث على موقع ديسكوغز (الإنجليزية)